# Chi Mào gà
Mào gà còn gọi là kê quan, kê đầu hay mồng gà là tên gọi chung của một số loài thực vật thuộc chi Celosia, chi thực vật có hoa trong họ Amaranthaceae. Chúng là những cây làm cảnh hay có thể ăn được, có hình dạng và sử dụng tương tự như cây rau dền. Chúng được gọi là cây mào gà do màu sắc và hình dạng hoa giống như mào của gà.
Celosia argentea là loài cây làm rau và lấy hạt làm ngũ cốc, đặc biệt ở Tây Phi, Trung Phi và Đông Nam Á. Nó là loại rau quan trọng nhất ở miền nam Nigeria, ở đó nó có tên gọi là soko.
Celosia cristata là loài cây cảnh phổ biến trong vườn ở Trung Quốc và một số nơi khác.

## Các loài
- Celosia argentea
- Celosia cristata
- Celosia nitida
- Celosia palmeri
- Celosia plumosa
- Celosia trigyna
- Celosia virgata

## Y học
Ở Việt Nam, loài Celosia cristata là phổ biến và còn có tên gọi khác là kê quan hoa hay kê đầu.
Hoa và hạt cây mào gà dùng làm thuốc thu liễm. Có công dụng cầm huyết, chứa nốt trĩ ra huyết, thổ huyết, đổ máu cam, lỵ ra máu. Liều dùng: Hoa mào gà đỏ khô 10 g (tươi 25-30 g) sấy khô tán nhỏ dùng trong ngày. Mỗi lần uống 1-2 g.